# Fiskbæk Kirke
Fiskbæk Kirke er en kirke i Fiskbæk Sogn i det tidligere Nørlyng Herred, Viborg Amt, nu Viborg Kommune. Kor og skib er opført i romansk tid af granitkvadre over skråkantsokkel. Nord og sydportalen er bevaret, norddøren i tilmuret tilstand, syddøren er stadig i brug.
Flere romanske rundbuevinduer er bevaret. Et tårn blev opført i sengotisk tid, overdelen blev nedrevet i 1700-tallet og erstattet med den nuværende tagrytter. Våbenhuset er ligeledes fra sengotisk tid.
Kirken har fladt bjælkeloft, korbuen er bevaret med kraftige kragsten. På skibets nordvæg afdækkedes årstallet 1624 ved en restaurering i 1946. Over alterbordet hænger et tidligere korbuekrucifiks. Den tidligere altertavle hænger nu på skibets vestvæg, det er en lutheransk fløjtype fra slutningen af 1500-tallet, i storfeltet ses et maleri af Johan Thomas Skovgaard fra 1950. Prædikestolen er fra 1641. I korgulvet ses gravsten over Bolle Christensen til Løgstrup (død 1648) og hans hustru Else Bolisdatter. I tårnrummet har man afdækket et fragment af kalkmalerier i østkappen.
Den romanske døbefont i granit har bladornamentik på kummen og hjørnehoveder på den firesidede fod.

## Eksterne kilder og henvisninger
- Wikimedia Commons har flere filer relateret til Fiskbæk Kirke
- Fiskbæk Kirke Arkiveret 31. januar 2011 hos  Wayback Machine hos nordenskirker.dk
- Fiskbæk Kirke Arkiveret 19. september 2015 hos  Wayback Machine hos KortTilKirken.dk